# Aliaskhab Kebekov
Aliaskhab Alibulatovich Kebekov ( en ruso : Алиасхаб Алибулатович Кебеков; 1 de enero de 1972 - 19 de abril de 2015 ),  también conocido como Ali Abu Muhammad (en ruso : Али Абу Мухаммад ),  fue un militante de Daguestán en Rusia. Segundo Emir del Emirato del Cáucaso tras la muerte del líder inaugural Dokú Umárov. Siguiendo la misma tradición religiosa que Umarov, se adhirió a la ideología del salafismo. El Departamento de Estado de los Estados Unidos agregó a Kebekov a su lista de Terroristas globales especialmente designados el 25 de marzo de 2015. El 19 de abril de 2015, las fuerzas de seguridad rusas mataron a Kebekov durante operaciones especiales en el asentamiento de Gerei-Avlak en Buynaksk.  De nacionalidad ávara, Kebekov fue el primer no checheno en liderar la insurgencia del norte del Cáucaso.

## Primeros años y carrera
Aliaskhab Kebekov nació el 1 de enero de 1972 en lo que ahora es el distrito Shamilsky de Daguestán.  Se unió al ala Vilayat Daguestán del Emirato del Cáucaso. En octubre de 2010, Dokka Umarov nombró a Kebekov como Cadí o juez del Emirato del Cáucaso, responsable de dictar sentencias de la Sharia sobre las acciones del grupo. Kebekov aceptó el papel, a pesar de expresar dudas sobre su idoneidad, ya que no era un muytahid ni un erudito con un amplio conocimiento del Corán y la Sunna.

## Liderazgo del Emirato del Cáucaso
El 16 de enero de 2014, se publicó un clip de audio en YouTube, en el que una voz que decía ser Kebekov reconoció haber recibido la noticia de que Umarov había muerto. Kebekov aparentemente rechazó la propuesta de otros emires del grupo de que debería suceder a Umarov, afirmando que no tenía experiencia militar y nunca había servido como comandante; en cambio, propuso a Aslambek Vadalov para el papel. No obstante, en marzo accedió a las demandas y aceptó el nombramiento. El Emirato del Cáucaso vinculado al Centro Kavkaz anunció el nombramiento de Kebekov, junto con el reconocimiento de la muerte de Umarov. En las semanas posteriores a este anuncio, el sitio también publicó promesas de lealtad a Kebekov de grupos en Daguestán, Chechenia, Ingusetia y Kabardia-Balkaria, así como miembros de Jaish al-Muhajireen wal-Ansar, liderado por Chechenia y con sede en Siria.
En una grabación de video publicada en Internet en junio de 2014, Kebekov se disculpó con los civiles que habían resultado dañados por los ataques del Emirato del Cáucaso y afirmó que el grupo no debería atacar a los civiles. También pidió a los militantes que no utilicen viudas negras en ataques armados o atentados suicidas.  El Emirato del Cáucaso se ha vuelto más activo en sus actividades insurgentes. El 5 de octubre de 2014 tuvo lugar un atentado suicida cerca del ayuntamiento de Grozny.  Cinco policías rusos murieron, el atacante suicida también murió, otras 12 personas resultaron heridas. El Emirato del Cáucaso se atribuyó el ataque. Byutukayev asumió la responsabilidad de los enfrentamientos de Grozny de 2014 durante el cual murieron 14 policías rusos y 35 personas en total resultaron heridas. El ataque fue uno de los más grandes desde los atentados de Volgogrado de diciembre de 2013, que también fueron llevados a cabo por el Emirato del Cáucaso. El día después del ataque de Grozny, se informó que un edificio del Servicio de Seguridad Federal de Rusia en la vecina Daguestán estaba envuelto en llamas. Si el ataque lo llevó a cabo el Emirato del Cáucaso, esto representaría tres ataques a gran escala en tres meses.
A fines de 2014 y principios de 2015, al menos 6 comandantes de campo del Emirato del Cáucaso y un número desconocido de miembros ordinarios cambiaron su lealtad de Kebekov al líder del Estado Islámico, Abu Bakr al-Baghdadi. El 19 de abril de 2015, Kebekov fue asesinado por las fuerzas de seguridad rusas durante una redada en una casa en el asentamiento de Gerei-Avlak en Buinaksk. Según los informes, Magomed Suleimanov lo sucedió como líder del Emirato del Cáucaso.